# دوايت إل. مودي
دوايت إل. مودي (بالإنجليزية: Dwight Lyman Moody)‏ هو كاتب وفيلسوف أمريكي، ولد في 5 فبراير 1837 في نورثفيلد في الولايات المتحدة، وتوفي بنفس المكان في 22 ديسمبر 1899.

## وصلات خارجية
- دوايت إل. مودي على موقع الموسوعة البريطانية (الإنجليزية)
- دوايت إل. مودي على موقع إن إن دي بي (الإنجليزية)
- دوايت إل. مودي على موقع ديسكوغز (الإنجليزية)